# A Goofy Movie
A Goofy Movie is een Amerikaanse animatiefilm uit 1995, geproduceerd door DisneyToon Studios en uitgebracht door Walt Disney Pictures. De film is gebaseerd op de animatieserie Goof Troop en alhoewel het een opzichzelfstaande productie is, zou hij gezien kunnen worden als een vervolg op die serie.

## Verhaal
Het is de laatste schooldag. Max Goof, de tienerzoon van Goofy, probeert van deze dag gebruik te maken om het meisje van zijn dromen, Roxanne, voor zich te winnen. Samen met zijn vrienden Borrie en Bobby geeft hij op het podium van de school een optreden waarbij hij zich voordoet als Powerline, een beroemde popster. De drie krijgen zo bekendheid binnen de school, totdat de rector het concert onderbreekt.
De rector rapporteert Max’ gedrag aan Goofy. Die begrijpt de situatie echter verkeerd, en denkt dat Max lid is geworden van een bende. Bang dat Max’ uiteindelijk in het criminele circuit zal belanden, besluit hij die zomer te gebruiken om zijn band met Max te versterken. Hij plant voor hen beiden een vistocht naar Lake Destiny in Idaho. Dit tot ongenoegen van Max, die net Roxanne had beloofd binnenkort met haar naar Linda's huis te gaan om samen met haar op tv naar een live-optreden van de echte Powerline te kijken. Hij verzint daarom snel een excuus dat hij niet naar het concert kan omdat hij en Goofy samen met Powerline gaan optreden in Los Angeles. Roxanne is eerst achterdochtig, maar gelooft het verhaal uiteindelijk.
Max en Goofy vertrekken op hun vistocht, maar niets gaat zoals Goofy dat had gepland. De twee worden opgejaagd door Bigfoot, en lopen onbedoeld Boris Boef en Borrie tegen het lijf. Max probeert zijn belofte aan Roxanne toch nog waar te maken door de wegenkaart waar Goofy hun route op heeft uitgestippeld te veranderen, zodat de route naar Los Angeles wijst. De rest van de route verloopt voor beiden een stuk gunstiger, totdat Goofy de verwisseling van de route ontdekt. De twee krijgen ruzie, waardoor ze uiteindelijk met auto en al in een rivier belanden. Pas nadat Max uitlegt waarom hij per se naar het Powerline concert wil, ziet Goofy in hoe belangrijk dit voor Max is, en belooft hem naar Los Angeles te brengen.
In Los Angeles raken Goofy en Max elkaar kwijt achter het podium waar Powerline een optreden geeft. Door omstandigheden belanden ze uiteindelijk allebei op het podium, midden in het optreden. Het publiek denkt dat het allemaal bij de show hoort, en de twee spelen het spel mee. Op die manier kan Max onbedoeld zijn belofte aan Roxanne, die het hele concert via de tv volgt, toch waarmaken.
Eenmaal thuis bekent Max aan Roxanne dat hij tegen haar had gelogen over het optreden, maar ze vergeeft hem en bekent dat ze al sinds de eerste keer dat ze hem hoorde lachen ook verliefd is op hem.

## Rolverdeling

### Engelse stemmen
| Acteur          | Personage                | Opmerkingen |
| --------------- | ------------------------ | ----------- |
| Bill Farmer     | Goofy Goof               |             |
| Jason Marsden   | Maximillian "Max" Goof   |             |
| Aaron Lohr      | Max                      | zang        |
| Rob Paulsen     | Borrie                   |             |
| Jim Cummings    | Boris                    |             |
| Kellie Martin   | Roxanne                  |             |
| Pauly Shore     | Robert "Bobby" Zimuruski |             |
| Jenna von Oÿ    | Stacey                   |             |
| Wallace Shawn   | Rector Mazur             |             |
| Tevin Campbell  | Powerline                |             |
| Julie Brown     | Lisa                     |             |
| Joseph Lawrence | Chad                     |             |
| Frank Welker    | Bigfoot                  |             |
| Wayne Allwine   | Mickey Mouse             |             |

### Nederlandse stemmen
| Acteur             | Personage    |
| ------------------ | ------------ |
| Just Meijer        | Goofy        |
| Jonas Leopold      | Max          |
| Camil Springer     | Borrie       |
| Rein Edzard        | Boris Boef   |
| Nathalie Hartjes   | Roxanne      |
| Martijn Hartemink  | Bobby        |
| Fred Delfgaauw     | Rector Mazur |
| Thera van Homeijer | Lisa         |
| Jeroen Stam        | Mickey Mouse |

## Achtergrond

### Productie
Kevin Lima, de regisseur van de film, wilde de film gebruiken om het personage Goofy meer diepte en persoonlijkheid te geven. Volgens hem zou de film het publiek ook eens kennis laten maken met Goofy’s gevoelens in plaats van alleen zijn persoonlijkheid.
De hoofdpersonages in de film, Goofy, Max, Boris en Borrie, zijn allemaal gebaseerd op hun versies uit Goof Troop, alleen iets ouder. Andere bekende personages uit de serie, zoals Boris’ vrouw Bea en zijn dochter Bommi, komen niet voor in de film.
De productie van de film was in handen van Walt Disney Feature Animation in plaats van Walt Disney Television Animation, de studio die de serie Goof Troop had gemaakt. Voorproductie van de film werd gedaan in de WDFA studio in Californië. Het tekenwerk werd grotendeels gedaan in studio’s in Parijs en Sydney.
In 2000 kreeg de film een direct-naar-video vervolg getiteld An Extremely Goofy Movie.

### Filmmuziek
Het muziekalbum van A Goofy Movie werd in 1995 uitgebracht door Walt Disney Records .
1. "I 2 I" - Tevin Campbell met Rosie Gaines
2. "After Today" - Aaron Lohr en koor
3. "Stand Out" - Tevin Campbell
4. "On the Open Road" - Bill Farmer, Aaron Lohr, en koor
5. "Lester's Possum Park" - Kevin Quinn
6. "Nobody Else But You" - Bill Farmer en Aaron Lohr
7. "Opening Fanfare/Max's Dream"
8. "Deep Sludge"
9. "Bigfoot"
10. "Hi Dad Soup"
11. "Runaway Car"
12. "Junction"
13. "The Waterfall!/The Truth"

### Uitgave
De film zou oorspronkelijk in de bioscopen worden uitgebracht tijdens de kerstperiode van 1994, maar vanwege productieproblemen werd die datum niet gehaald. In plaats daarvan bracht Disney de Leeuwenkoning uit in december 1994. A Goofy Movie werd uiteindelijk uitgebracht in de lente van 1995.
De film werd in september 1995 uitgebracht op vhs, en in juni 2000 op dvd.

### Ontvangst
A Goofy Movie was redelijk succesvol. De film bracht in de Verenigde Staten $35.348.597 op. De reacties van critici waren echter gemengd. Op Rotten Tomatoes scoort de film 54%.

## Prijzen en nominaties
In 1995 werd A Goofy Movie genomineerd voor vijf Annie Awards in de volgende categorieën:
- Beste animatiefilm
- Beste individuele prestatie voor animatie (Dominique Monfery)
- Beste individuele prestatie voor muziek op het gebied van animatie (Patrick DeRemer en Roy Freeland)
- Beste individuele prestatie voor productiedesign op het gebied van animatie. (Fred Warter)
- Beste individuele prestatie voor scenario op het gebied van animatie (Brian Pimental)